# ماکلورا کوشینشیننسیس
ماکلورا کوشینشیننسیس (نام علمی: Maclura cochinchinensis) نام یک گونه از تیره موراسه است.